# Tourist Trophy 1969
Il Tourist Trophy fu il quarto appuntamento del motomondiale 1969.
Si svolse dal 7 al 13 giugno 1969 sul circuito del Mountain, e corsero tutte le classi tranne la 50.
Alle gare iridate si aggiunsero quelle della categoria "Production" (250 cm³, 500 cm³ e 750 cm³, caratterizzate dalla partenza stile Le Mans) e quella per i sidecar 750 cm³. Le gare non iridate furono vinte da Malcolm Uphill (Triumph 750), Graham Penny (Honda 500), Alastair Rogers (Ducati 250) e Siegfried Schauzu/Horst Schneider (BMW 560).
Junior e Senior TT videro l'usuale doppietta di Giacomo Agostini davanti a numerosi privati britannici.
Più avvincente il Lightweight TT, nel quale Kel Carruthers riportò la Benelli alla vittoria sull'Isola di Man quasi due decenni dopo la vittoria di Dario Ambrosini. L'australiano era stato ingaggiato sul posto per affiancare Phil Read, chiamato a sua volta a sostituire l'infortunato Renzo Pasolini. Read fu costretto al ritiro dalla rottura del motore, mentre un altro protagonista della quarto di litro, Rodney Gould, fu squalificato per rifornimento irregolare.
L'Ultra-Lightweight TT vide la seconda vittoria stagionale della Kawasaki di Dave Simmonds. Fred Launchbury, terzo al traguardo, fu squalificato dopo le verifiche tecniche poiché la sua moto risultò avere una cilindrata di 126,2 cc.
Nel Sidecar TT seconda vittoria stagionale (e prima sul Mountain Circuit) per Klaus Enders.

## Classe 500
97 piloti alla partenza, 31 al traguardo.

### Arrivati al traguardo
| Pos. | Pilota              | Moto              | Tempo        | Punti |
| ---- | ------------------- | ----------------- | ------------ | ----- |
| 1    | Giacomo Agostini    | MV Agusta         | 2h 09' 40" 2 | 15    |
| 2    | Alan Barnett        | Metisse-Matchless | +8' 32" 4    | 12    |
| 3    | Tom Dickie          | Seeley            | +9' 04"      | 10    |
| 4    | Derek Woodman       | Seeley            | +9' 23" 2    | 8     |
| 5    | John Trevor Findlay | Norton            | +11' 35" 4   | 6     |
| 6    | Ron Chandler        | Seeley            | +12' 02" 6   | 5     |
| 7    | Steve Jolly         | Seeley            | +15' 10" 8   | 4     |
| 8    | Selwyn Griffiths    | Matchless         | +15' 55" 8   | 3     |
| 9    | Peter Darvill       | Norton            | +15' 57" 4   | 2     |
| 10   | Steve Spencer       | Metisse-Matchless | +16' 25" 8   | 1     |

## Classe 350
100 piloti alla partenza, 53 al traguardo.

### Arrivati al traguardo
| Pos. | Pilota              | Moto      | Tempo        | Punti |
| ---- | ------------------- | --------- | ------------ | ----- |
| 1    | Giacomo Agostini    | MV Agusta | 2h 13' 25" 4 | 15    |
| 2    | Brian Steenson      | Aermacchi | +10' 11"     | 12    |
| 3    | Jack Findlay        | Aermacchi | +11' 15" 8   | 10    |
| 4    | Tom Dickie          | Seeley    | +12' 47" 6   | 8     |
| 5    | Terry Grotefeld     | Yamaha    | +13' 18" 6   | 6     |
| 6    | Selwyn Griffiths    | AJS       | +16' 02" 2   | 5     |
| 7    | John Trevor Findlay | Norton    | +16' 04"     | 4     |
| 8    | Billy Guthrie       | Yamaha    | +16' 26" 4   | 3     |
| 9    | Mike Hatherill      | Aermacchi | +16' 28" 2   | 2     |
| 10   | Roy Graham          | Aermacchi | +17' 27" 6   | 1     |

## Classe 250
77 piloti alla partenza, 25 al traguardo.

### Arrivati al traguardo
| Pos. | Pilota            | Moto    | Tempo        | Punti |
| ---- | ----------------- | ------- | ------------ | ----- |
| 1    | Kel Carruthers    | Benelli | 2h 21' 35" 2 | 15    |
| 2    | Frank Perris      | Suzuki  | +3' 24" 2    | 12    |
| 3    | Santiago Herrero  | OSSA    | +4' 45" 8    | 10    |
| 4    | Mick Chatterton   | Yamaha  | +7' 25" 8    | 8     |
| 5    | Frank Whiteway    | Suzuki  | +9' 06" 2    | 6     |
| 6    | Derek Chatterton  | Yamaha  | +10' 10" 8   | 5     |
| 7    | Stan Woods        | Yamaha  | +10' 40"     | 4     |
| 8    | František Šťastný | Jawa    | +10' 50"     | 3     |
| 9    | Ian Richards      | Yamaha  | +12' 37" 8   | 2     |
| 10   | Gordon Keith      | Yamaha  | +12' 46" 8   | 1     |

## Classe 125
46 piloti alla partenza, 25 al traguardo.

### Arrivati al traguardo
| Pos. | Pilota              | Moto      | Tempo        | Punti |
| ---- | ------------------- | --------- | ------------ | ----- |
| 1    | Dave Simmonds       | Kawasaki  | 1h 14' 34" 6 | 15    |
| 2    | Kel Carruthers      | Aermacchi | +5' 52" 6    | 12    |
| 3    | Gary Dickinson      | Honda     | +6' 36"      | 10    |
| 4    | Steve Murray        | Honda     | +7' 01" 6    | 8     |
| 5    | John Kiddie         | Honda     | +9' 13" 4    | 6     |
| 6    | Carl Ward           | Bultaco   | +9' 43" 2    | 5     |
| 7    | John Shacklady      | Bultaco   | +10' 02" 4   | 4     |
| 8    | Charles Garner      | Bultaco   | +11' 15"     | 3     |
| 9    | Jean-Louis Pasquier | Bultaco   | +12' 04" 6   | 2     |
| 10   | Tom Loughridge      | Bultaco   | +12' 38" 2   | 1     |

## Classe sidecar
68 equipaggi alla partenza, 26 al traguardo.

### Arrivati al traguardo
| Pos | Pilota            | Passeggero       | Moto    | Tempo      | Punti |
| --- | ----------------- | ---------------- | ------- | ---------- | ----- |
| 1   | Klaus Enders      | Ralf Engelhardt  | BMW     | 1h 13' 27" | 15    |
| 2   | Siegfried Schauzu | Horst Schneider  | BMW     | +1' 12" 4  | 12    |
| 3   | Helmut Fath       | Wolfgang Kalauch | URS     | +1' 33"    | 10    |
| 4   | Arsenius Butscher | Josef Huber      | BMW     | +7' 51"    | 8     |
| 5   | Franz Linnarz     | Rudolf Kühnemund | BMW     | +9' 25"    | 6     |
| 6   | Dick Hawes        | John Mann        | Seeley  | +9' 39" 6  | 5     |
| 7   | Norman Hanks      | Rosetta Arnold   | BSA     | +10' 24" 4 | 4     |
| 8   | Bill Copson       | Dane Rowe        | BMW     | +11' 05" 8 | 3     |
| 9   | Dennis Keen       | Mac Witherspoon  | Triumph | +13' 17"   | 2     |
| 10  | Tony Harris       | Brian Harris     | Triumph | +15' 13" 8 | 1     |

## Fonti e bibliografia
- L'edizione 1969 sul sito ufficiale del Tourist Trophy, su iomtt.com.